# Uniwersytet Rusangu
Uniwersytet Rusangu (ang. Rusangu University) – uniwersytet zlokalizowany 16 km od Monze w Południowej Prowincji Zambii. Jest prowadzony przez Kościół Adwentystów Dnia Siódmego. Został założony na mocy aktu 11 w 1999 roku wydanego przez Rząd Zambii.

## Akredytacja
Każdy wykładowca musi przejść wewnętrzny egzamin, prezentując program zajęć innym naukowcom, by dopiero później móc je przeprowadzać dla studentów. Studenckie egzaminy końcowe są sprawdzane zarówno przez pracowników uczelni, jak również przez zewnętrznych dydaktyków w celu zapewnienia studentom uczciwej oceny. Procedura jest wykonywana w ciągu pierwszych pięciu lat od rozpoczęcia działania każdego programu i jest ona w gestii Ministerstwa Edukacji.